# Большие Ивки
Большие Ивки — деревня в Нюксенском районе Вологодской области.
Входит в состав Городищенского сельского поселения, с точки зрения административно-территориального деления — в Городищенский сельсовет.
Расстояние по автодороге до районного центра Нюксеницы — 56 км, до центра муниципального образования Городищны — 16 км. Ближайшие населённые пункты — Ворониха, Опалихи, Малые Ивки.
По переписи 2002 года население — 25 человек (12 мужчин, 13 женщин). Всё население — русские.